# Кроуфорд, Ками
Кэмиран «Ками» Кроуфорд (англ. Kameran "Kamie" Crawford; род. 25 октября 1992, Кливленд, Огайо) — американская актриса, телеведущая, модель и победительница конкурса красоты для девушек подростков Юная мисс США 2010. После победы получила 100 000 американских долларов для учёбы, путешествий, одежду и проживание в нью-йоркской квартире Дональд Трампа, в течение года с другими победительницами — Хименой Наваррете, Мисс Вселенная 2010 и Римой Факих, Мисс США 2010.

## Участие в конкурсах красоты
В 2010 году получила титул Юная мисс Мэриленд. Потратила пять месяцев на подготовку к конкурсу и решила участвовать после разговора с подругой. «Я решила участвовать в конкурсе красоты Юная мисс Мэриленд после разговора с подругой, которая участвовала за два года до меня. И это побудило принять участие. Ей казалось, что я получу удовольствие от участия. После победы в региональном конкурсе, представила штат на национальном уровне, на Юная мисс США» сказала Ками. Также получила специальную награду Мисс Фотогеничность. Подготовку вела под руководством Лорен Мерола, победительницей Мисс Пенсильвания 2008.
24 июля 2010 года представила штат Мэриленд на конкурсе красоты Юная мисс США 2010, где стала первой обладательницей титула. Участницы со всей страны участвовали в трёх выходах: купальный костюм, вечернее платье и интервью. Ведущим шоу стали Сет Голдман и Мисс США 2008 года — Кристл Стюарт.
В октябре 2016 года она сообщила, что «Мистеру Трамп не нравятся чёрные люди». Она написала: «К счастью для меня, я была „разновидностью“ чёрного, которые ему нравились».

## Личная жизнь
Родилась в семье Виктора и Карлы Кроуфорд. Самый старший ребёнок из пяти девочек — Виктория, Каринтон и близняшки Кинади и Кендл. Имеет ямайские, немецкие, ирландские, кубинские индийские и афро-американские корни. Разговаривает на трёх языках — английский, испанский и ямайский креольский язык.
Занимается компьютерами и технологиями. Одно из её увлечений — дизайн веб-сайтов. Она также любит моделирование, художественное оформление макияжа и шопинг. Любимый музыкальный артист — Бейонсе, потому что она «такая красивая и талантливая, умная деловая женщина».
В 2010 году окончила Winston Churchill High School, в Потомаке, штат Мэриленд, где она была капитаном команды чирлидеров. До победы в конкурсы красоты Юная мисс США выбрала медицинскую программу Congressional Student Leadership Conference в Джорджтаунском университете. В сентябре 2010 года поступила в New York Film Academy. Окончила Фордемский университет в 2015 году. В 2013 году подписала контракт с JAG Models.
Обучалась в Нью-Йоркской киноакадемии.